# قمة البريكس 2011
عقدت قمة بريكس 2011 (بالصينية: 金砖国家领导人第三次会晤) في سانيا في جزيرة هاينان، الصين، في 14 أبريل 2011. كانت هذه ثالث قمة لبريكس والأولى التي تضم جنوب أفريقيا رسميا بعد انضمامها إلى المجموعة في ديسمبر 2010. عقد الاجتماع بين رؤساء الدول الخمسة من دول بريكس في أعقاب الاجتماعات الثنائية في الأيام السابقة.

## الخلفية
كانت جنوب إفريقيا ضيف في قمة 2010 في برازيليا، دعت المجموعة جنوب إفريقيا للانضمام كعضو كامل في عام 2011. وأصبحت المجموعة التي كانت تسمى سابقًا بريك رسميا بريكس.

### الموضوع والرؤية
ترأس الرئيس الصيني اجتماع قادة بريكس في مدينة سانيا الساحلية بجنوب الصين، وألقى كلمة تحت عنوان «رؤية واسعة وازدهار مشترك». استند الموضوع إلى رؤية «يجب أن يتسم القرن الحادي والعشرون بالسلام والوئام والتعاون والتنمية العلمية».

## المشاركون
| الدولة       | الممثل          |
| ------------ | --------------- |
| الصين        | هو جينتاو       |
| البرازيل     | ديلما روسيف     |
| الهند        | مانموهان سينغ   |
| روسيا        | ديمتري ميدفيديف |
| جنوب إفريقيا | جاكوب زوما      |

## المواضيع

### الاقتصاد

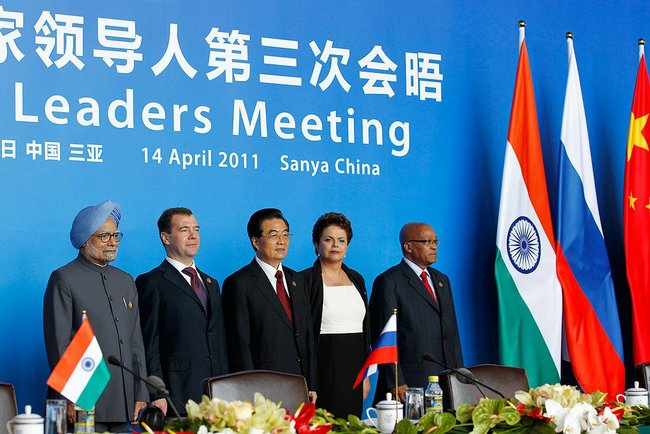
صورة للقادة الوطنيين لدول البريكس في هذا الحدث.

ضغطت كل من البرازيل والهند على الصين لشراء منتجات مثل الطائرات البرازيلية والأدوية الهندية. وقد اشتكى البلدان من أن اليوان الصيني مقوم بأقل من قيمته بشكل مصطنع، مما يزعمان أنه يضر بصادراتهما. تسعى جنوب إفريقيا لمعالجة خام الحديد والمواد الخام الأخرى محليًا قبل تصديرها إلى الصين. لكن لم تكن قضية تقييم العملة الصينية مدرجة على جدول أعمال قمة رؤساء الحكومات.
واصلت الدول الخمس دعواتها لإصلاح المؤسسات المالية والنقدية العالمية وتعهدت بتعزيز التعاون فيما بينها.
القانون الدولي
دعت الدول الخمس إلى إنهاء المحادثات المتوقفة حول قانون الأمم المتحدة لمكافحة الإرهاب، الذي يهدف إلى قطع التمويل عن الجماعات غير الشرعية المشاركة في العنف ضد الدول ومنع وصول الدعم المالي والأسلحة والملاذات الآمنة لها. وأكد البيان المشترك على الإدانة الشديدة للإرهاب بكافة أشكاله ومظاهره وشددوا على أنه لا يوجد مبرر لأي عمل إرهابي. حثت الدول على سرعة إنهاء المفاوضات حول الاتفاقية الشاملة للإرهاب الدولي في الجمعية العامة وتبنيها من قبل كافة الدول الأعضاء. وأشار رؤساء الحكومات خلال القمة إلى أهمية دور الأمم المتحدة في تنسيق الجهود الدولية لمكافحة الإرهاب وفقًا لميثاق الأمم المتحدة والقانون الدولي.
إصلاح مجلس الأمن التابع للأمم المتحدة
دعت جميع دول بريكس إلى "إصلاح شامل للأمم المتحدة ومجلس الأمن التابع لها". وقالت الصين إنها ستؤيد تطلعات الهند والبرازيل وجنوب إفريقيا للعضوية الدائمة في مجلس الأمن.
الدولار الأمريكي
أعلنت المجموعات قرارها بوقف مدفوعات التجارة المتبادلة بالدولار الأمريكي وستستبدله بائتمانات لبعضها البعض بعملاتها الوطنية. وقعت بنوك التنمية في كل دولة اتفاقية لزيادة تغيير عملات القروض تدريجيا من الدولار الأمريكي. وكان الهدف من ذلك تعزيز التعاون المالي بين دول البريكس وتوسيع الأهمية الدولية لعملاتها الوطنية.
الحرب الأهلية الليبية
عبر زعماء دول بريكس عن شكوكهم بشأن الضربات الجوية التي شنها حلف شمال الأطلسي في الحرب الأهلية الليبية عام 2011 وحثوا على إنهاء الصراع المستمر منذ شهرين في ليبيا.

## ردود الفعل
فسرت الجزيرة الاجتماع بأنه فرصة لـ"هذه المجموعة لاختبار قوتها الجماعية قبل الاجتماع الحيوي لمجموعة العشرين في فرنسا في نوفمبر ولطرح مخاوف الدول النامية على رأس الأجندة العالمية". وقال جيم أونيل، رئيس مجلس إدارة جولدمان ساكس لإدارة الأصول الدولية الذي ابتكر مصطلح بريك، أن هذه الدول "لا تشترك في نفس المصالح. فالثروة الفردية متباينة والسياسات مختلفة وكذلك الفلسفات والميزات الاقتصادية الطبيعية".
أعرب معلق في موقع فاينانشال تايمز عن أسفه لتدني مستوى الوصول الممنوح لوسائل الإعلام الغربية وغيرها من الوسائل الإعلامية الرئيسية، لكنه وجد أملاً في أن توفر اجتماعات المنظمة، مثلًا تفاعلًا صينيًا هنديًا منتظمًا على التوترات الكبيرة في علاقاتهما الثنائية. ورأى أيضًا بصيص أمل البيان الصادر عن القمة الذي دعا إلى "إصلاح شامل للأمم المتحدة ومجلس الأمن التابع لها".

## روابط خارجية
- الموقع الرسمي نسخة محفوظة 18 يوليو 2014 على موقع واي باك مشين..| - ع - ن - ت دول البريكس           | - ع - ن - ت دول البريكس                                                                                                                                                                                                                                                     |
| --------------------------------- | --- |
| الدول الأعضاء                     | - البرازيل - روسيا - الهند - الصين - جنوب إفريقيا - مصر - إثيوبيا - إيران - الإمارات العربية المتحدة |
| القمم                             | - ييكاتيرينبرغ 2009 - برازيليا 2010 - سانيا 2011 - نيودلهي 2012 - ديربان 2013 - فورتاليزا 2014 - أوفا 2015 - غوا 2016 - شيامين 2017 - جوهانسبيرغ 2018 - برازيليا 2019 - سانت بطرسبرغ 2020 - نيودلهي 2021 - الصين 2022 - جنوب افريقيا 2023 - روسيا 2024 - ريو دي جانيرو 2025 |
| كأس البريكس لكرة القدم تحت 17 سنة | - 2016 Goa - 2018 Johannesburg |
| ألعاب البريكس                     | - قازان 2024 [لغات أخرى]‏ - Athletics - Badminton - Gymnastics |
| مواضيع متعلقة                     | - بنك التنمية الجديد - اتفاقية الاحتياطي الطارئ - BRICS Leaders - BRICS Cable - BRICS Universities League - بريكس باي |
| العلاقات الثنائية                 | - البرازيل–الصين - البرازيل–الهند - البرازيل–روسيا - البرازيل–جنوب إفريقيا - الصين–الهند - الصين–روسيا - الصين–جنوب إفريقيا - الهند–روسيا - الهند–جنوب إفريقيا - روسيا–جنوب إفريقيا                                                                                         |